# Мемориал в Большом Сабске
Мемориал в Большом Сабске установлен в честь курсантов военных училищ, державших оборону на этом участке в период сражений на Ленинградском фронте в годы Великой Отечественной войны. Находится в деревне Большой Сабск (Волосовский район Ленинградской области), около местного Дома культуры.
Мемориальный комплекс в Большом Сабске внесён в список объектов культурного наследия РФ, причем каждый из трёх входящих в него элементов включён туда по отдельности. Номер мемориала в единой Книге Памяти 02031, он был внесён в неё в январе 2011 года. Братская могила, включённая в мемориал, имеет отдельный номер в Книге Памяти — 02062.
В феврале 2021 года были завершены реконструкционные работы на монументе.

## Описание памятника
В мемориальный комплекс входит три основных объекта — памятный обелиск курсантам ленинградских военных училищ, сохранённый участок линии обороны, памятник и мемориальный комплекс с братскими могилами.
Фрагмент рубежа обороны представляет собой укрытый дёрном бревенчатый накат, под которым оборудована огневая точка — пример того, с каких огневых точек держали оборону на этом рубеже курсанты.
Рядом с ним находится обелиск, на котором размещён следующий текст:
«Этот ДЗОТ входил в систему Лужского оборонительного рубежа. Здесь в июле-августе 1941 года героически сражались с немецко-фашистскими захватчиками курсанты Ленинградского пехотного училища им. С. М. Кирова. Вечная слава курсантам-кировцам»
Ещё один памятник в составе мемориального комплекса посвящён курсантам-авиаторам. Он выполнен в виде размещённого на высокой белой плите погнутого авиационного винта. Рядом с ним расположен могильный камень, на котором находится следующий текст:
«Здесь захоронен лётчик 19-го истребительного авиационного полка ДУХТИН Георгий Иванович, погибший 20 июля 1941 года»
Ниже указана дата установки памятника — «4 мая 1985 г.»

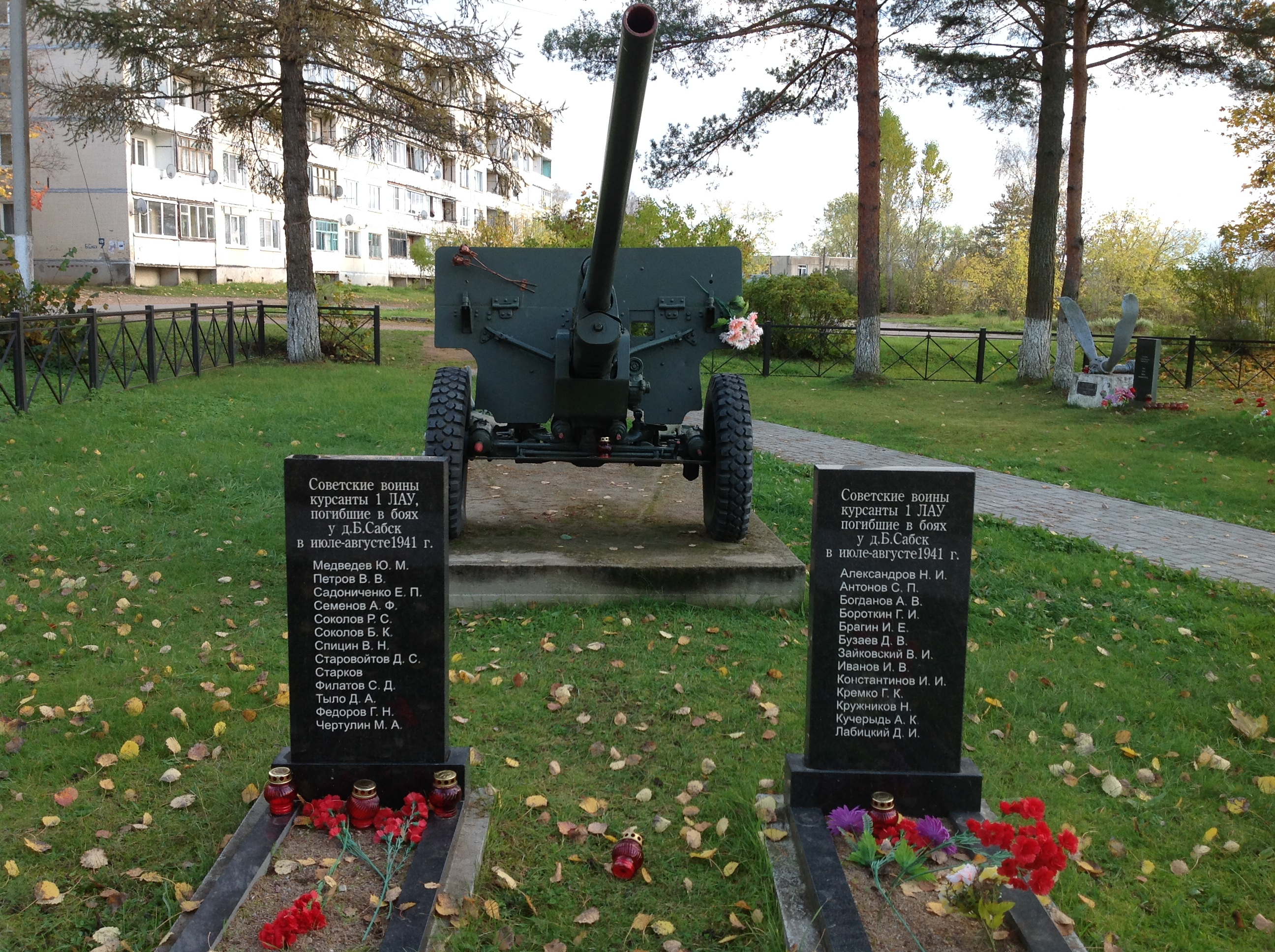

Над комплексом возвышается размещённая на искусственном холме стела из красного гранита, на которой высечен текст:
«Здесь на подступах к Ленинграду в июле-августе 1941 года вели ожесточённые бои с врагом курсанты и офицеры ленинградских краснознамённых училищ им. С. М. Кирова и имени Красного Октября и в течение месяца сдерживали рвущихся к городу Ленина немецко-фашистских захватчиков».
Над надписью на стеле выбита пятиконечная звезда красного цвета.
Слева от прохода к этой мемориальной стеле располагается зенитное орудие, установленное здесь в качестве памятника. Орудие является оригинальным образцом вооружения тех лет.
Также позади комплекса расположены братские могилы, в которых было захоронено 210 человек. Над территорией братских могил установлены памятные надгробные плиты, на которых перечислены имена тех погибших, которых удалось установить.